# Pascal-François-Joseph Gossellin
Pour les articles homonymes, voir Gosselin.
Pascal-François-Joseph Gossellin ou François-Pascal-Joseph Gosselin né à Lille le 6 décembre 1751 et mort à Paris le 7 février 1830, est un géographe et bibliothécaire français.

## Biographie
Dès la fin de ses études, afin de lui donner le goût du commerce, ses parents le font voyager à travers la France, l'Italie, l'Espagne et les Pays-Bas. Tout en s'acquittant de ses tâches, Gossellin recueille pendant ses pérégrinations des notes et des matériaux en vue de futurs travaux sur la géographie ancienne. En 1784, il est envoyé au conseil royal du Commerce, pour lequel il rédige des mémoires sur le commerce de Dunkerque, de Lille, de Bordeaux et du port franc de Marseille. Remarqué par Louis XVI, il entre en 1789 dans l'administration centrale du Commerce de France. De nouveaux voyages lui permettent de nouer des relations avec plusieurs hommes remarquables de son temps, dont Necker à Genève et Voltaire à Ferney. Il s'intéresse à la chimie et aux mathématiques, à l'histoire naturelle et à la cristallographie, et se constitue une importante collection de médailles. En 1790, à l'occasion d'un concours proposé par l'Académie royale des inscriptions et belles-lettres, il remporte le premier prix en composant un mémoire sur la géographie des Grecs. Reçu à l'Académie en 1791, il en devient membre à part entière lors de sa reconstitution en 1795.
Pendant toute la période de la Révolution, il se consacre exclusivement à ses recherches, analysant les textes, comparant et recalculant les mesures, dessinant lui-même ses cartes. Président du Conservatoire à la Bibliothèque nationale entre 1803 et 1806, il est fait chevalier de la Légion d'honneur par Napoléon, puis officier par Louis XVIII. Il compose sous l'Empire et pendant la Restauration de nombreux mémoires à la publication desquels il prend le plus grand soin, poursuivant ses travaux jusqu'à sa mort à l'âge de 78 ans.

## Publications
- Catalogue des médailles antiques et modernes, principalement des inédites et des rares, en or, argent, bronze, etc., du cabinet de M. d'Ennery, avec Charles Philippe Campion de Tersan, 1788
- Géographie des Grecs analysée, ou les Systèmes d'Ératosthène, de Strabon et de Ptolémée comparés entre eux et avec nos connaissances modernes, 1790 Texte en ligne
- Recherches sur la géographie systématique et positive des anciens pour servir de base à l'histoire de la géographie ancienne, 2 vol., 1813
- De l'Évaluation et de l'Emploi des mesures itinéraires grecques et romaines, 1813
- Atlas ou recueil de cartes géographiques, 1814
- Recherches sur le principe, les bases et l'évaluation des différents systèmes métriques linéaires de l'antiquité, 1819